# Marin Niculescu

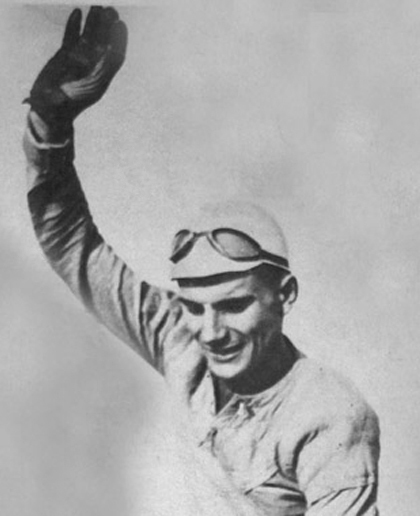
Marin Niculescu

Marin Niculescu (* 3. April 1923 in Bukarest; † 2. Mai 2014 ebenda) war ein rumänischer Radrennfahrer und nationaler Meister im Radsport.

## Sportliche Laufbahn
Bei den Olympischen Sommerspielen 1952 in Helsinki wurde er im olympischen Straßenrennen beim Sieg von André Noyelle als 41. klassiert. Die rumänische Mannschaft kam in der Mannschaftswertung auf den 12. Rang.
Niculescu gewann 1948 das Straßenrennen der Balkan-Meisterschaften und wurde nationaler Meister im Straßenrennen. In der Internationalen Friedensfahrt 1948 gewann er eine Etappe. Er startete insgesamt fünfmal in der Internationalen Friedensfahrt. Sein bestes Ergebnis war der 5. Platz in der Gesamtwertung 1950.
1949 wurde er Zweiter der Polen-Rundfahrt hinter Francesco Locatelli und gewann zwei Etappen. In der nationalen Straßenmeisterschaft wurde er Zweiter. 1951 konnte er die heimische Rumänien-Rundfahrt vor Nicolae Chicomban für sich entscheiden, 1954 gewann er zwei Etappen der Rundfahrt. Den Großen Preis der Scânteia gewann er 1952.